# Botond Storcz

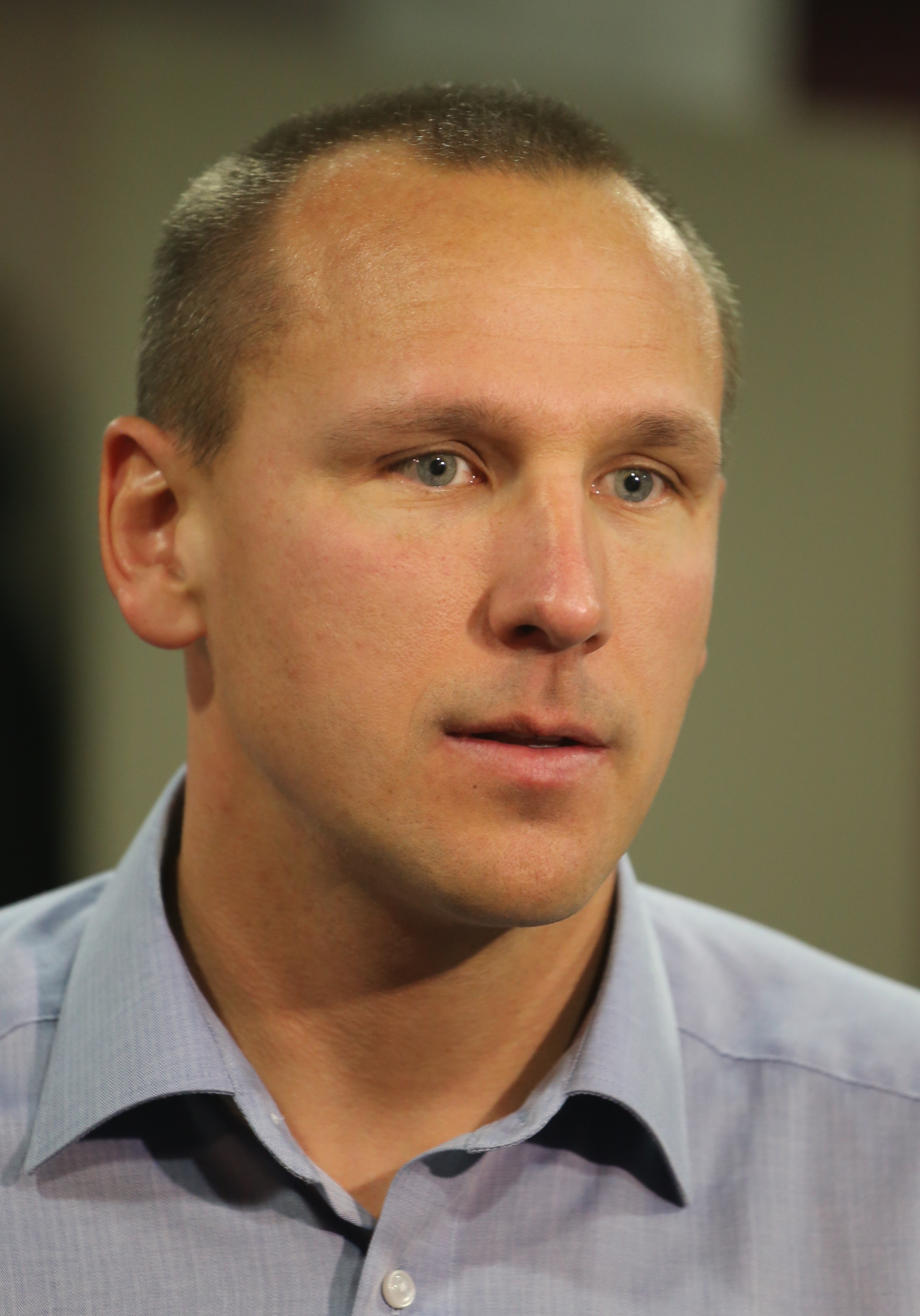
Botond Storcz (2013)

Botond Storcz (* 30. Januar 1975 in Budapest) ist ein ehemaliger ungarischer Kanute. Er gewann bei zwei Olympiateilnahmen drei Goldmedaillen.

## Karriere
Bei den Europameisterschaften 1997 gewann Botond Storcz drei Goldmedaillen. Er siegte über 500 Meter und über 1000 Meter im Einer-Kajak. Über 500 Meter gewann der Vierer-Kajak mit Zoltán Kammerer, Botond Storcz, Ákos Vereckei und Robert Hegedüs vor Polen und Russland. Vier Wochen später bei den Weltmeisterschaften in Dartmouth gewann Storcz die drei Wettbewerbe, die er bereits bei den Europameisterschaften gewonnen hatte. Hinzu kam eine Silbermedaille mit dem Vierer über 1000 Meter zusammen mit Zoltán Antal, Gábor Szabo und Márton Bauer. Ende 1997 wurde Botond Storcz für seine Erfolge in seiner ersten internationalen Saison zu Ungarns Sportler des Jahres gewählt.
1998 fanden die Weltmeisterschaften in Szeged statt. Storcz gewann zwei Silbermedaillen im Vierer-Kajak über 500 und über 1000 Meter, zusammen mit Márton Bauer, Krisztián Bartfai und Zsolt Szádovszki. Bei den Weltmeisterschaften 1999 in Mailand gewann er im Zweier über 500 Meter zusammen mit Gábor Horváth Silber. Der Vierer mit Storcz, Kammerer, Vereckei und Horvath gewann Bronze über 500 Meter und Gold über 1000 Meter. Im Jahr darauf belegten Storcz, Kammerer, Vereckei und Horváth bei den Europameisterschaften  in Posen den zweiten Platz über 1000 Meter hinter dem deutschen Vierer. Bei den Olympischen Spielen in Sydney trat Storcz zweimal an. Er gewann zusammen mit Zoltán Kammerer die Goldmedaille über 500 Meter im Zweier, der ungarische Vierer über 1000 Meter siegte mit Storcz, Kammerer, Vereckei und Horváth vor den deutschen Europameistern.
Bei den Weltmeisterschaften 2001 in Posen siegte über 1000 Meter der deutsche Vierer vor den Ungarn mit Kammerer, Storcz, Roland Kökény und Horváth. In der gleichen Besetzung gewann der ungarische Vierer Silber bei den Europameisterschaften 2002 hinter den Slowaken. Bei den Weltmeisterschaften 2002 gewannen Kammerer und Storcz die Bronzemedaille über 500 Meter. 
2004 trat bei den Europameisterschaften in Posen der ungarische Vierer über 1000 Meter mit Storcz, Vereckei, Horváth und Kammerer an und gewann den Titel. Bei den Olympischen Spielen 2004 in Athen siegte der ungarische Vierer in dieser Besetzung vor dem deutschen Vierer, Storcz und Kammerer belegten über 500 Meter den fünften Platz.
Storcz beendete seine internationale Karriere nach seinem dritten Olympiasieg. Er wurde Trainer und übernahm 2009 die Aufgabe des Cheftrainers der ungarischen Kanuten.